# Pellacalyx saccardianus
Pellacalyx saccardianus är en tvåhjärtbladig växtart som beskrevs av Scortech.. Pellacalyx saccardianus ingår i släktet Pellacalyx, och familjen Rhizophoraceae. Inga underarter finns listade i Catalogue of Life.